# Guy Van Habberney
Guy Van Habberney (geboren 1954) is een Belgisch diplomaat en schaker. In 2019 werd hij internationaal meester correspondentieschaken. 
In 2021 was hij in het correspondentieschaak de winnaar van de ICCF Wereldbeker veteranen.

## Schaakverenigingen
Hij speelde bij SK Oude God Mortsel, in Mortsel. In 2023 is hij aangesloten bij Schaakkring Deurne-Zuid.

## Economisch adviseur
Guy Van Habberney studeerde economie, politieke en sociale wetenschappen, en filosofie in Leuven en Antwerpen. Van 1978 tot 1984 was hij assistent-hoogleraar aan de Katholieke Universiteit Leuven. Hij was economisch adviseur aan de Amerikaanse ambassade in Brussel.

## Externe koppelingen
- (en)   Informatie over schaakpartijen van Guy Van Habberney op ChessGames.com
- (en)   Informatie over schaakpartijen van Guy Van Habberney op 365chess.com
- (en)  FIDE-ratinggegevens voor Guy Van Habberney